# Jak vypálit Chrome
Jak vypálit Chrome (v anglickém originále Burning Chrome ISBN 0-06-053982-8) je sbírka povídek Williama Gibsona. Většina příběhů se odehrává v anonymním prostředí Gibsonova kyberpunkového světa souměstí amerických měst Sprawlu. Mnoho z nápadů a myšlenek, které se zde objevily, byly později použity v Gibsonově populární trilogii Sprawlu.
Jak vypálit Chrome byl uveřejněn poprvé v roce 1986 a obsahoval:
- Johnny Mnemonic
- The Gernsback Continuum
- Fragments of a Hologram Rose
- The Belonging Kind (ve spolupráci s Johnym Shirleym)
- Hinterlands
- Red Star, Winter Orbit (ve spolupráci s Brucem Sterlingem)
- New Rose Hotel
- The Winter Market
- Dogfight (povídka) (ve spolupráci s Michaelem Swanwickem)
- Jak vypálit Chrome

Josef Rauvolf vytvořil český překlad, jenž vyšel pod ISBN 80-7174-593-6 (druhé vydání roku 2004).